# Bleeding Cool
Bleeding Cool es un sitio de noticias de Internet, centrado en cómics, televisión, cine, juegos de mesa y videojuegos. Propiedad de Avatar Press, fue lanzada por Rich Johnston el 27 de marzo de 2009. Avatar Press también publica una revista asociada, también llamada Bleeding Cool.

## Contenido
Entre las características de Bleeding Cool se encuentra una lista poderosa que detalla las personas más influyentes en la industria del cómic.
En 2012, Bleeding Cool cubrió las acusaciones de acoso sexual contra el editor de DC Comics, Eddie Berganza, comenzando con un incidente en WonderCon en Anaheim, California. Aunque ese artículo inicial era un «artículo ciego», que no nombraba a la víctima ni al acusado, cuatro años después, Bleeding Cool nombró a Berganza cuando lo acusó de acoso sexual y detalló cómo había ascendido en las filas de DC incluso después de que las acusaciones fueran conocidas por sus empleadores. A esto le siguió un informe de BuzzFeed en noviembre de 2017 sobre acusaciones formuladas contra Berganza por varias mujeres que llevaron a su despido de DC.
En noviembre de 2017, Bleeding Cool publicó la historia de que el escritor/editor C. B. Cebulski, quien recientemente había sido ascendido a Editor en Jefe de Marvel Comics, había escrito una serie de historias de temática japonesa para Marvel en 2003 y 2004 bajo el seudónimo de Akira Yoshida, lo que dio lugar a acusaciones de apropiación cultural, yellowface y «lucro orientalista».

## Colaboradores
El sitio ha publicado regularmente trabajos de escritores, entre ellos:
- Warren Ellis
- Simon Spurrier
- Alex de Campi
- Dennis O'Neil
- Michael Davis
- Donny Cates

## Premios y reconocimientos
Bleeding Cool fue nominado para el premio Eagle al «Sitio web favorito relacionado con cómics» en 2010 y 2011 y ganó en 2012. Fue nombrado como uno de los mejores blogs de 2010 por PC Magazine y Technorati le dio una puntuación perfecta de 1000 por su influencia en la categoría de cómics en 2011. Johnston recibió el premio Shel Dorf al mejor bloguero de cómics por su trabajo en Bleeding Cool en 2012. También fue nominado en 2011 y 2013.